# 日本三大厄除け開運大師

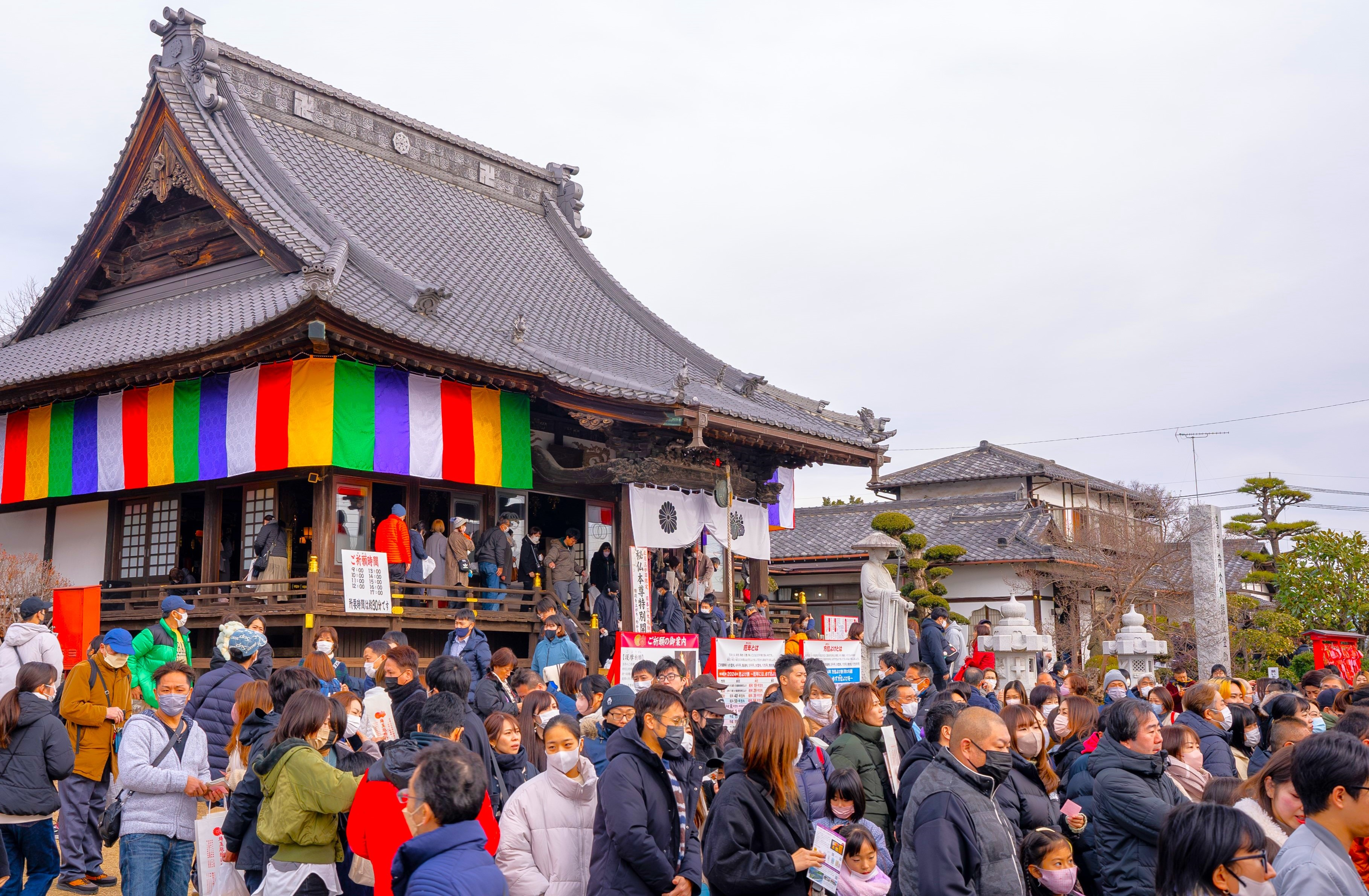
埼玉厄除け開運大師・龍泉寺の初詣風景。「厄除け」や「開運」を謳う寺院には、真言宗の寺院が多いが、これは仏教では「成仏思想」であるのに対し、弘法大師（空海）を開祖とする真言宗では、現世利益（この世で人が神仏から得られる利益）という発想が根底にあるためといわれる。

日本三大厄除け開運大師（にほんさんだいやくよけかいうんだいし）とは、日本の真言宗寺院で、厄除けと開運双方にご利益のある寺院とされる代表的な3寺の総称であり、「大師」は真言宗の開祖弘法大師（空海）のことである。

## 概要
「日本三大厄除け開運大師」の概念が一般に普及し始めたのは江戸時代に入ってからであり、3寺院とは、埼玉県熊谷市の埼玉厄除け開運大師・龍泉寺、兵庫県の門戸厄神東光寺と広島県の大聖院である。この内、東光寺は石清水八幡宮（京都府八幡市）、天野明神（和歌山県伊都郡かつらぎ町）とともに「日本三大厄神 」をも構成している。
江戸時代には、「三大仇討ち」、「江戸三大改革」、「江戸三大飢饉」、「幕末の三舟」、「寛政三美人」、「明和の三美人」などの多くの「三大」が発祥しており、こうした流れをくむものの一つと考えられている。
近似したものとして「関東厄除け三大師」があるが、これは関東に限定した「厄除け」のご利益の寺院であるが、これに対し「日本三大厄除け開運大師」は、「厄除け」と「開運」のご利益の両方を一度の参拝で同時に得るとされることで、古来より民衆の支持を集めていたが、さらに、2000年代以降のパワースポット人気もあいまって、近年でも参拝者は急増した。
「厄除け」や「開運」を謳う寺院には、真言宗の寺院が多い。基本的に仏教では、「成仏思想」であるのに対し、弘法大師（空海）を開祖とする真言宗では、現世利益（この世で人が神仏から得られる利益）という発想が根底にあるためといわれる。天台宗も真言宗と同じく密教の流れをくむため、現世利益の考えはあり、「厄除け」や「開運」を謳う寺院は存在する。

## 構成寺院

### 龍泉寺

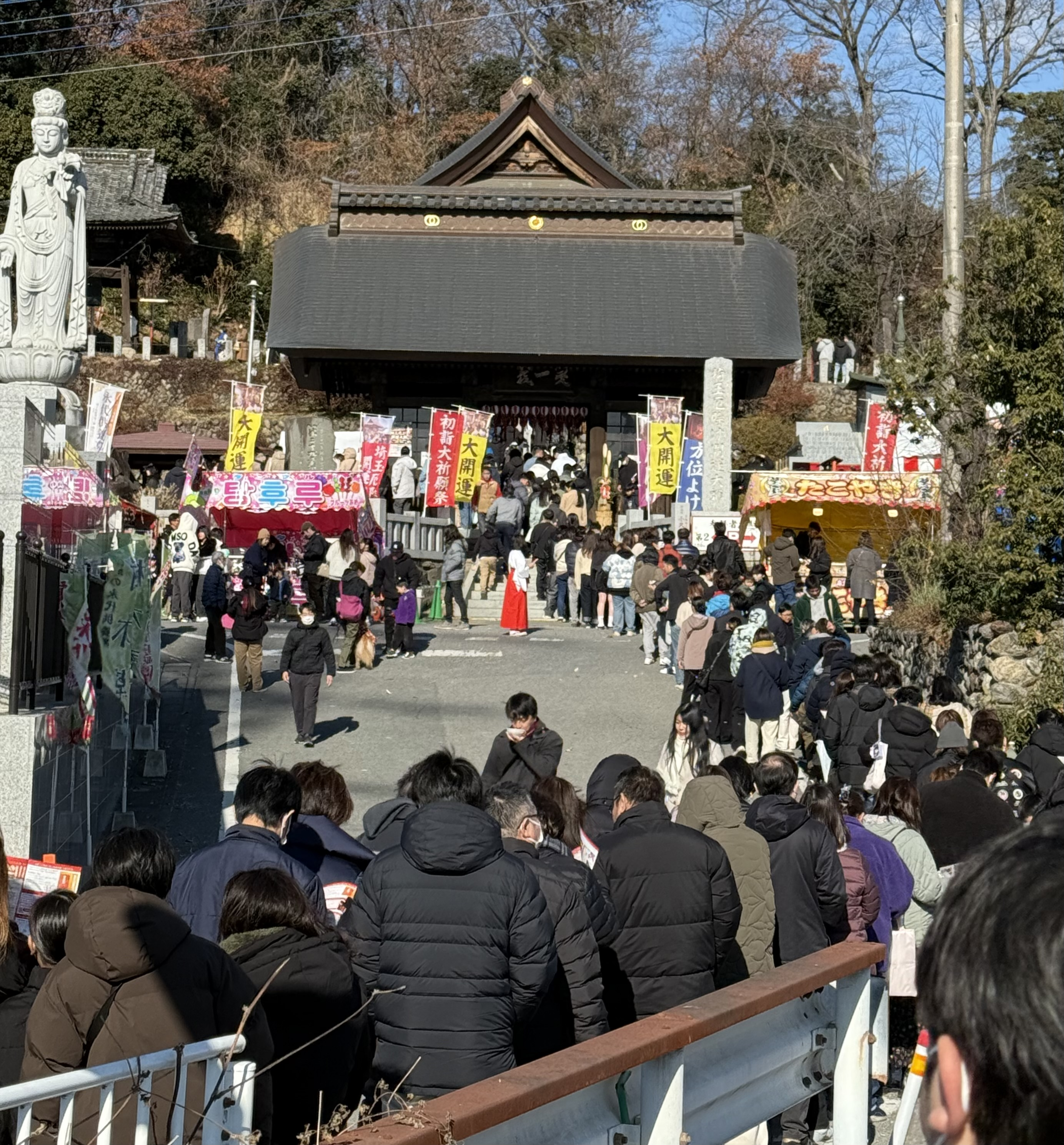
埼玉厄除け開運大師・龍泉寺

龍泉寺は埼玉県熊谷市にある、1200年以上の歴史を持つ古刹である。一般には古来より「埼玉厄除け開運大師」の通称で親しまれるが、これは本尊に秘仏の「厄除け金色大師」と「開運金色大師」の二尊を祀ることによる。真言宗豊山派に属し、本山は奈良県桜井市にある長谷寺である。なお、厄除けと開運の両大師を同時に祀るのは日本で唯一、ここだけといわれ初詣には全国から70万人以上の参拝者がある。平安時代には弘法大師空海も当寺を訪れたとされ、寺の由緒は、渡辺崋山の著書『訪瓺録』(ほうへいろく）にも紹介されている。江戸時代には、末寺三ヶ寺を持つほどの隆盛を極め、この地方の中心寺であった。1955年（昭和30年）に山と建物が熊谷市の文化財に指定され、1983年（昭和58年）には、埼玉県の『ふるさとの森』に指定された。山岡鉄舟、勝海舟、滝和亭、松林佳月等、文人墨客の来訪も記録されている。
例年1月1日から約10日間、初詣大祈願祭が開催される。
※詳細は「龍泉寺」参照。

### 東光寺

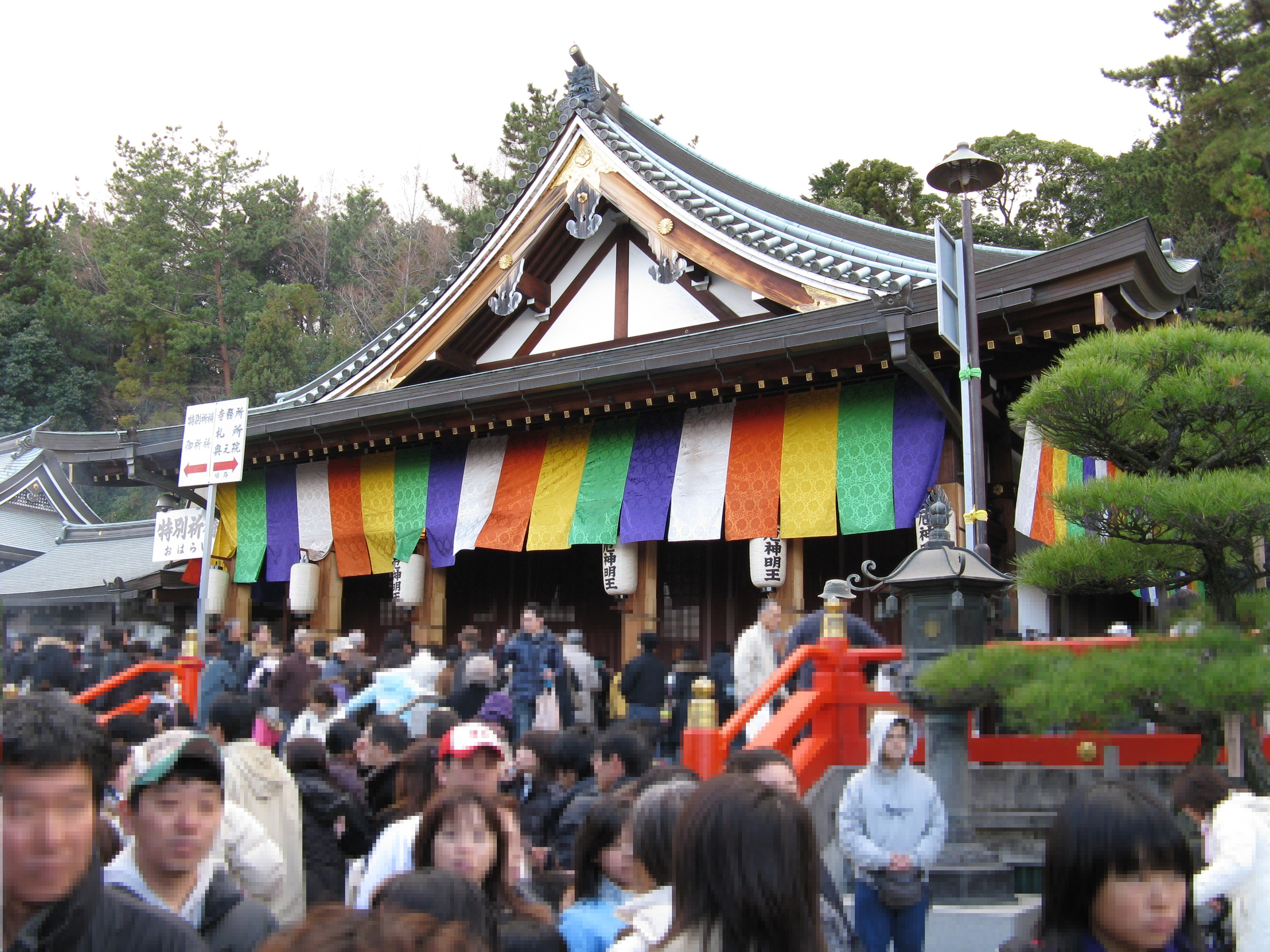
東光寺

兵庫県西宮市門戸西町にある高野山真言宗の別格本山の寺院で、別称は門戸厄神。山号は松泰山。本尊は薬師如来。日本三大厄神のうちの一つ（ほかは石清水八幡宮、天野明神）にも数えられる。本尊は薬師如来。あらゆる災厄を打ち払うという厄神明王（門戸厄神）で知られ、関西では人気が高い。厄年の厄払い、十三詣などで知られる。寺伝では、嵯峨天皇の41歳の厄年にあたる天長6年（829年）、空海により厄除祈願が行われたとされ、その際、嵯峨天皇は愛染明王と不動明王が一体となった厄神明王となりあらゆる厄を打ち払うという霊感を得、空海に祈願を命じた。これに応じて、空海は愛染明王と不動明王が一体となった厄神明王像（両頭愛染明王像）を三体刻み、高野山の天野大社、山城国の石清水八幡宮、門戸東光寺の三か所へ国家安泰、皇家安泰、国民安泰を祈願し勧請したという。
※詳細は「東光寺」参照。

### 大聖院

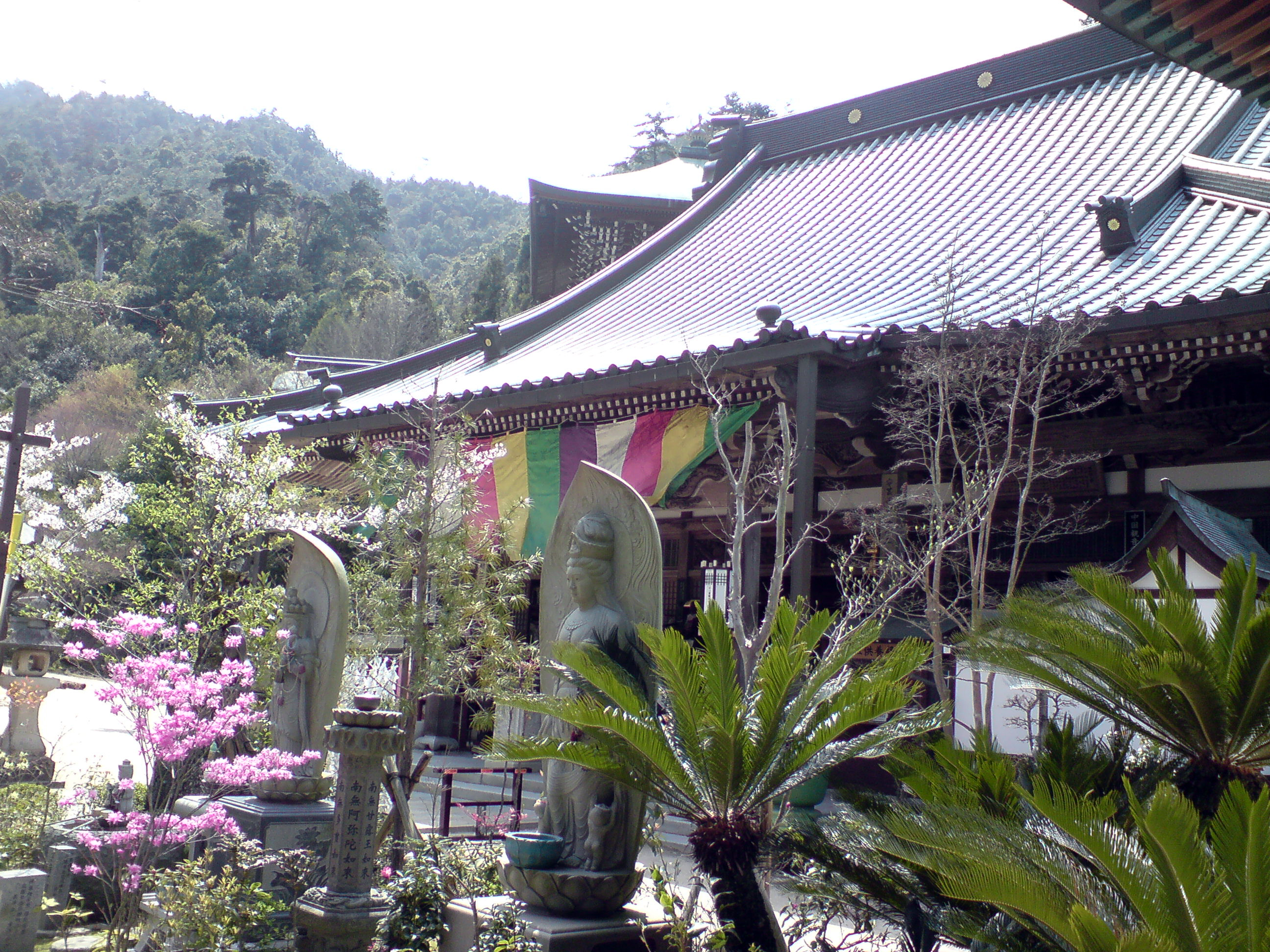
大聖院

広島県廿日市市宮島町にある真言宗御室派の大本山の寺院。正式名称は多喜山大聖院水精寺で、三鬼大権現を本尊とする。宮島で最古の歴史を持つ寺院で、厳島神社の別当寺として祭祀を司り、社僧を統括する。寺の起源は定かではなく、伝承では、大同元年（806年）に空海が宮島に渡り、弥山の上で修行し開基し、鳥羽天皇勅命の祈願道場となったとされる。数多くの仏像が安置される。厳島神社近くに本坊を持ち、仁王門、御成門、勅願堂、大師堂、観音堂、摩尼殿、霊宝館などを持つ。大師堂地下には人工洞窟の遍照窟があり、四国八十八箇所霊場の砂を敷いた砂踏み道場が作られている。
※詳細は「大聖院」参照。